# ガスダイナミックレーザー
ガスダイナミックレーザー（英: gas dynamic laser、GDL）は、気体分子の振動準位の緩和速度の差を利用する気体レーザーの一種である。レーザー媒質となる気体は、低いエネルギーの振動準位が、高い振動準位よりも早く緩和する特性を持つため、一定時間後に反転分布が形成される。ガスダイナミックレーザーは、1966年にエドワード・ゲリーおよびアーサー・カントロウィッツによってAvco Everett研究所で発明された。
通常、純粋なガスダイナミックレーザーは燃焼室と超音速膨張ノズルで構成され、二酸化炭素と窒素またはヘリウムの混合気体をレーザー媒質として用いる。
ガスダイナミックレーザーは気体の燃焼または断熱膨張によって励起される。適切な振動構造を持つ高温高圧の気体ならば、どのような気体でもガスダイナミックレーザーに利用できる。
ガスダイナミックレーザーの一種として、爆発による膨張流により励起される爆発励起ガスダイナミックレーザーが存在する。爆薬としては、ヘキサニトロベンゼンまたはテトラニトロメタンと金属粉末の混合物が好んで用いられる。爆発励起ガスダイナミックレーザーは、非常に高いピーク出力を得られるため、レーザー兵器に適している。

## 機構
1. 高温高圧の気体流が生成される。

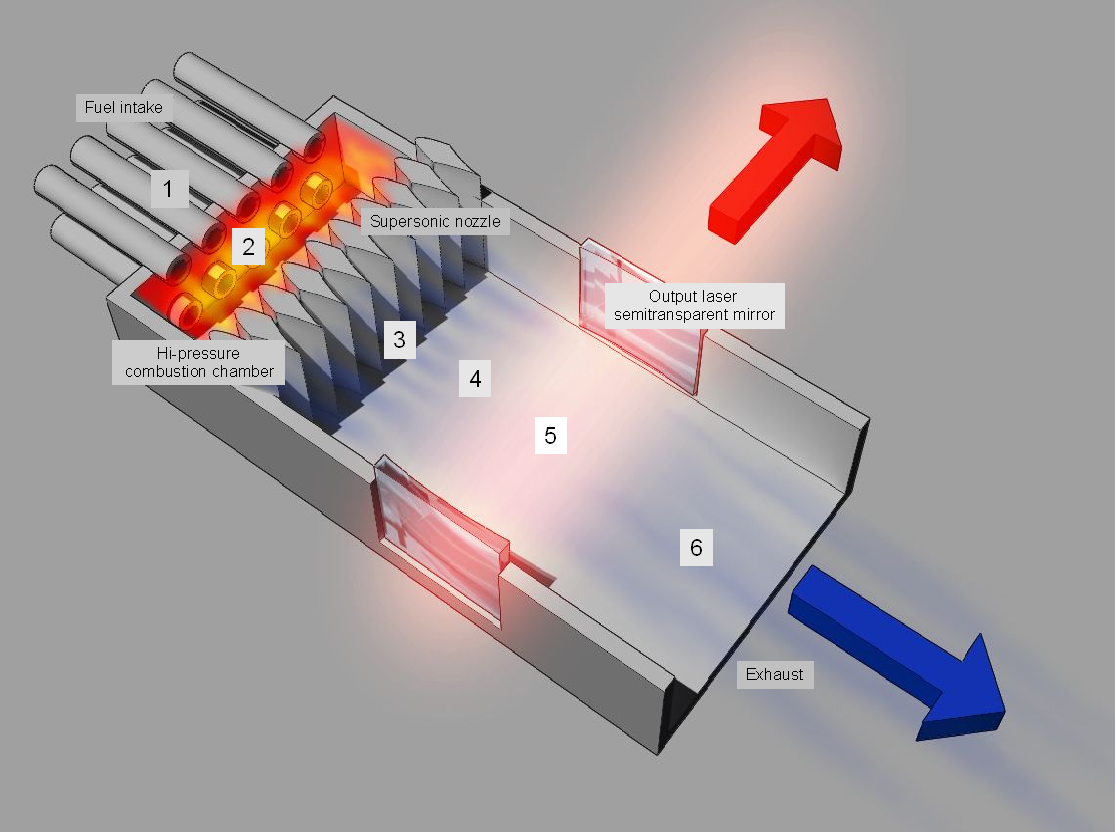
ガスダイナミックレーザーの構成部品と機構

2. 亜音速または超音速の膨張ノズルを通って気体は高速流になり、気体の温度が低下する。ボルツマン分布に従い、気体は振動準位が緩和するまで熱力学的平衡状態にない。
3. 気体流が一定の長さのチューブ内を一定時間で通過する。このとき、低い振動準位は緩和するが、高い振動準位は緩和しない。この差により、反転分布が生じる。
4. 気体流が共振器を通過し、誘導放出が起こる。
5. 気体が平衡状態に戻り、温度が上昇する。この状態の気体は、新たにノズルを通して供給される気体の状態緩和を妨げるため、共振器から取り除く必要がある。

## 利用
ほぼすべての化学レーザーが効率化のためにガスダイナミック過程を用いている。 
エネルギー効率の高さ（最大30%）と、非常に高い出力から、ガスダイナミックレーザーは特に軍事目的での応用において適している。